# 札幌信金OL殺人事件
札幌信金OL殺人事件（さっぽろしんきんオーエルさつじんじけん）は1990年（平成2年）12月に北海道札幌市西区西野で発生した未解決の殺人事件。刑事事件としては被疑者が検挙されないまま2005年（平成17年）に公訴時効が成立したが、公訴時効後に確定した損害賠償命令を巡って遺族らが民事裁判の時効の中断を求めて提訴した結果、時効中断が認定された。

## 概要
1990年12月19日、札幌信用金庫（現・北海道信用金庫）職員の女性（当時24歳）が地下鉄南北線大通駅で同僚と別れたのを最後に行方不明になった。女性が帰宅しないのを不審に思った母親は翌日、北海道警察に捜索願を届け出た。これを受けて北海道警察は女性が何者かに連れ去られたと見て札幌西警察署に捜査本部を設置、女性の行方を追った。その後、女性が通る帰り道とは逆方向の路上でボストンバッグが発見され、中にあった健康保険証から女性のものと特定した。
行方不明になってから3日後の12月22日、女性は自宅近くの民家軒下で雪に埋もれた状態の刺殺体で発見された。現場に争った形跡があり、着衣が乱れていることなどから捜査本部は殺人、死体遺棄事件と断定して本格的な捜査に乗り出した。
司法解剖の結果、死因は失血死と判明し、首の左右にある刺し傷が致命傷となった。また、傷の形状から凶器は小型の鋭利な刃物と推定された。
1990年12月29日、捜査本部は被害女性の出身高校の2年後輩で現場近くに住んでいた無職の男N（1968年生まれ、事件当時22歳）を殺人容疑で指名手配した。N宅に「捕まらないため逃げる」との内容のメモがあったことや、現場付近に落ちていた被害女性のボストンバッグにあった預金通帳にNの指紋があったことが決め手になった。

## 公訴時効成立
北海道警察は15年間で延べ6万2000人の捜査員を動員したが、Nの行方をつかめず、2005年12月19日午前0時をもって公訴時効が成立した。奇しくもこの年、公訴時効は25年に延長されたが、遡及処罰事項が盛り込まれなかったため、2015年公訴時効→2010年公訴時効撤廃とはならず、このまま公訴時効が成立、N逮捕に至らない結果に終わってしまった。
2006年2月13日までに北海道警察はNを殺人容疑で書類送検した。その後、Nは不起訴処分となった。

## 損害賠償請求訴訟
2007年9月28日、遺族は指名手配だったNに対し、逸失利益や慰謝料など約1億340万円の損害賠償を求める民事訴訟を起こした。提訴にあたって、女性の母親が札幌弁護士会に「刑事がだめなら、民事で責任を追及したい」と相談したところ、犯罪被害者支援委員会が訴訟代理人を引き受けたため、提訴が実現した。
2008年2月25日、札幌地裁（竹田光広裁判長）で第1回口頭弁論が開かれ、原告側は「男が加害者であることは明らか」と主張して即日結審した。原告側は札幌地検から入手した捜査資料のコピーなどを証拠として提出した。
2008年3月31日、札幌地裁（竹田光広裁判長）は「Nが殺害行為に何らかの違法な行為態様で関与したことは明らかで、共同不法行為者として損害賠償責任を負う」として損害賠償約7497万円の支払いをNに命じた。

## 損害賠償請求権確認訴訟
2017年2月7日、遺族らが損害賠償判決の時効の中断を求めて札幌地裁に再提訴した。民法の規定では損害賠償確定から10年で確定判決の権利が時効となるため、損害賠償請求権を確認するための提訴となる。
2017年3月16日、札幌地裁（金洪周裁判官）で第1回口頭弁論が開かれ、N側は出廷しなかったため、即日結審した。
2017年3月23日、札幌地裁（金洪周裁判官）は損害賠償請求権があることを確認する判決を言い渡した。
しかし、Nの所在が分からないため、実際に損害回復はなされず、消滅時効が近くなるたびに延長の訴訟を提起、裁判で認められるという繰り返しとなっている。